# Ramón Barba
Ramón Barba Garrido (Moratalla, 1767-Madrid, 1831) fue un escultor español, formado en Roma. Fue autor de los dieciséis medallones de artistas que decoran la fachada del Museo del Prado, así como del grupo alegórico que corona la madrileña Puerta de Toledo. 

## Biografía

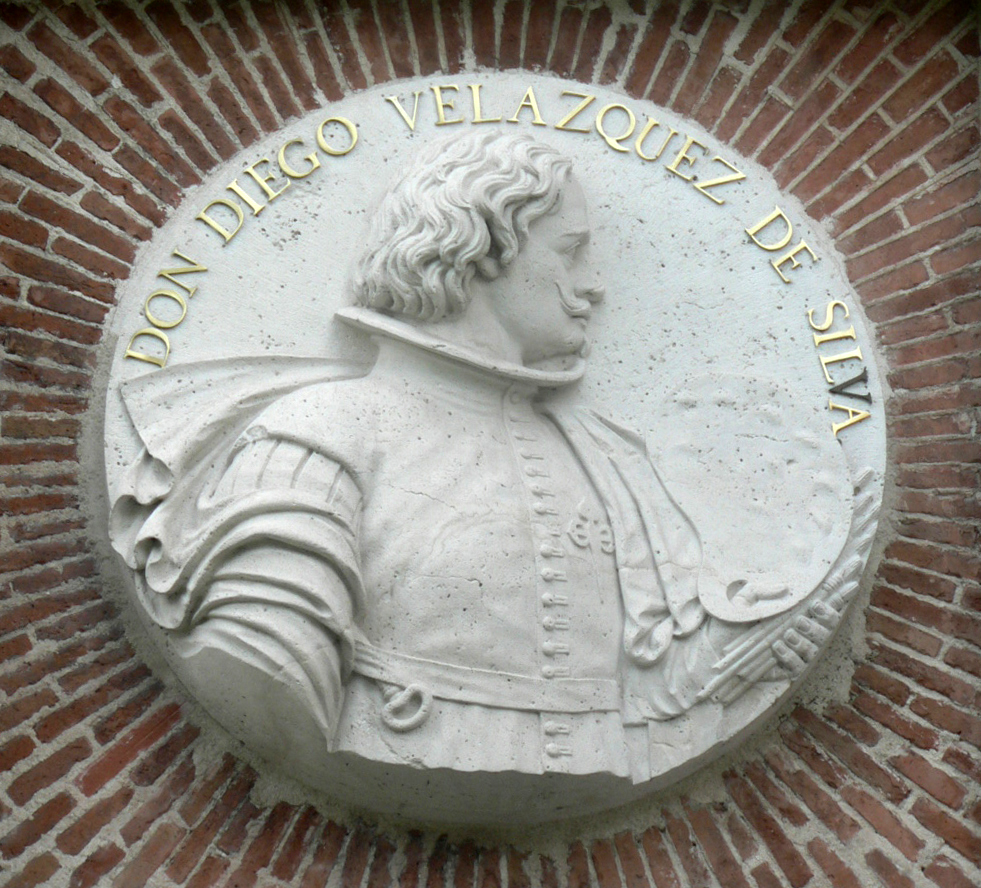
Medallón representando a Velázquez, en la fachada occidental del Edificio Villanueva del Museo del Prado, 1830.

Nacido el 10 de mayo de 1767 en Moratalla, se dedicó en Madrid desde muy joven a la talla, abandonándola al poco tiempo. Partió a Roma, donde continuó su formación artística. El monarca Carlos IV le concedió una pensión y le encargó diferentes obras, entre ellas un bajo relieve para la iglesia de San Alejo y estatuas de Carlos IV y la reina María Luisa para el Museo del Prado, que fueron reproducidas en el tomo iv de la obra Tesoro de la escultura.
Vuelto a España en 1821, ejecutó entre otras obras el Mercurio que conservaba el Museo del Prado, una parte significativa de la escultura sobre la puerta de Toledo, junto con Salvatierra; un grupo representando a Minerva en el acto de serle presentada por la España la recién nacida princesa Isabel, junto a Manuel Ágreda y José Elías; las estatuas de las Ciencias y las Artes del catafalco levantado en las exequias de la reina María Josefa Amalia de Sajonia; una estatua de Juan Sebastián Elcano para el monumento levantado en la Puerta del Sol para la entrada de María Cristina de Borbón en 1829 y otras muchas.
La Academia de San Fernando le nombró individuo de mérito el 16 de febrero de 1823 y teniente director de sus estudios el 19 de marzo de 1828. Sucedió a Pedro Antonio Hermoso como primer escultor del monarca. Falleció en Madrid el 2 de abril de 1831.